# Literaturjahr 1534
Liste der Literaturjahre

◄◄ | ◄ | 1533 | Literaturjahr 1534

Weitere Ereignisse
Dieser Artikel behandelt das Literaturjahr 1534.

## Ereignisse

### Prosa
- Im Roman La vie très horrifique du grand Gargantua, père de Pantagruel erwähnt François Rabelais fast 300 französische Spiele seiner Zeit, die sein Held spielen muss.

### Religion
- Martin Luther lässt die erste vollständige Fassung seiner Lutherbibel drucken, der klassischen deutschen, am weitesten verbreiteten Bibelübersetzung. Sie beeinflusst die deutsche Literatur und Sprache nachhaltig und spielt bei der Herausbildung einer einheitlichen deutschen Schriftsprache eine entscheidende Rolle.

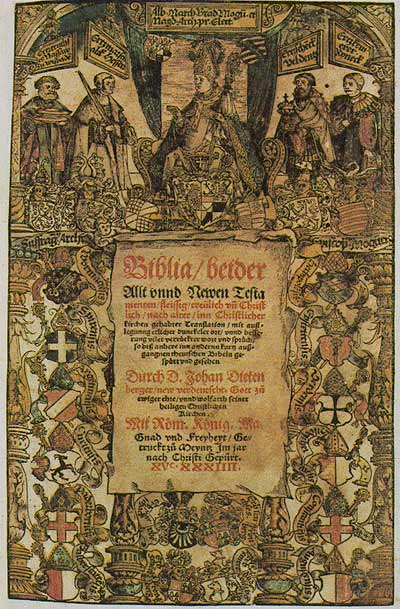
Biblia beider Allt vnnd Newen Testamenten von Johann Dietenberger

- Die erste Ausgabe der Dietenberger-Bibel von Johannes Dietenberger als katholische Gegenübersetzung zur Lutherbibel erscheint.

## Geboren
- 5. Februar: Giovanni de’ Bardi, italienischer Soldat, Komponist und Dichter († 1612)
- 18. Juli: Zacharias Ursinus, reformierter Theologe und Autor († 1583)
- 18. Oktober: Jean Passerat, französischer Schriftsteller und Lyriker († 1602)

## Gestorben
- 9. Januar: Johannes Aventinus, deutscher Chronist (* 1477)
- 4. Juni: Veit Warbeck, Übersetzer des Romans Die schöne Magelone (* um 1490)
- 7. September: Lazarus Spengler, geistlicher Liederdichter (* 1479)